# Nave a idrogeno
Una nave a idrogeno è una nave che usa una trasformazione chimica l'idrogeno come carburante. Il potere propulsivo è fornito da un motore elettrico che ottiene la sua elettricità da una cella a combustibile.

## Storia
Nel 2000 è stata inaugurata la nave Hydra da 22 persone, e nel 2003 la Duffy-Herreshoff watertaxi entrò in servizio. Il 2003 ha visto il debutto dello Yacht No 1, e di Hydroxy3000. L'AUV DeepC e lo Yacht XV 1 sono stati presentati nel 2004. Nel 2005 il primo esempio del Sottomarino di Tipo 212, che è alimentato da celle a combustibile sott'acqua, entrò in servizio nella marina tedesca. Nel 2006, la nave Xperiance da 12 persone ha debuttato, così come la Zebotec. Nel 2007 sia la nave da 8 persone Tuckerboot che la Nave Canale Ross Barlow debuttarono, e nel 2008 la nave d 100 passeggeri del progetto Zemships '100 Alsterwasser' entrò in servizio ad Amburgo. Inoltre, nel 2009 il Nemo H2 e il Frauscher 600 Riviera HP entrarono in servizio.

## Economia
Hjalti Pall Ingolfsson dell'Icelandic New Energy ha commentato che le navi stanno rapidamente diventando la principale fonte di inquinamento atmosferico nell'Unione europea. Si stima che entro il 2020 le emissioni di biossido di zolfo e ossidi di azoto delle navi supereranno le emissioni terrestri in Europa. Un grande problema da affrontare sarebbe lo stoccaggio dell'idrogeno a bordo di navi, dato che non vi sarebbe alcuna possibilità di ricarica in mare aperto; una possibilità allo studio è usare l'energia eolica e i pannelli solari per generare energia elettrica dal mare, mentre si è lontani dalle coste.